# 大型楚克拉虫
大型楚克拉虫（学名：Zschokkella magna）为两极科楚克拉虫属的动物。在中国，分布于江苏等，营寄生生活，寄生在梭 Mugil so-ing 的胆囊。